# Beli ovratnik (TV-serija)
Beli ovratnik (izvirno White Collar) je ameriška akcijska drama, ki jo je premierno prikazal USA Network 23. oktobera 2009.
Beli ovratnik je zgodba o nenavadnem partnerstvu med inteligentnim šarmantnim prevarantom Nealom Caffreyom in posebnim agentom FBI-ja Peterom Burkom, ki se že več let zapored igrata igro mačke in miši.

## Sezone
| Sezone   | Epizode | Prvič predvajano na USA Network  | Prvič predvajano na TV3 |
| -------- | ------- | -------------------------------- | ----------------------- |
| 1.sezona | 14      | 23. oktober 2009 - 9. marec 2010 | 8. januar 2011 - danes  |
| 2.sezona | 16      | 13. julij 2010 - danes           |                         |

### Prva sezona
/

### Druga sezona
/

## Glavni igralci
- Matt Bomer - Neal Caffrey (inteligenten prevarant)
- Tim DeKay - Peter Burke (posebni FBI agent)
- Willie Garson - Mozzie (prevarant in dober Nealov prijatelj)
- Marsha Thomason - Diana Barrigan (posebna FBI agentka)
- Tiffani Thiessen - Elizabeth Burke (načrtovalka dogodkov in žena Petra Burka)
- Natalie Morales - Lauren Cruz (mlada posebna FBI agentka)
- Sharif Atkins - Clinton Jones (posebni FBI agent)

## Nagrade in priznanja
- 2011 - Nominacija za nagrado People's Choice za naj obsedno TV-serijo